# Holly Davidson
Holly Davidson, född 1980 i Ludlow, är en brittisk skådespelerska.
Davidson har bland annat medverkat i TV-serierna Renford Rejects, The Bill och Casualty. Hon har medverkat i filmer som Final Cut, Essex Boys och Van Wilder 2. Hon är syster till skådespelarna Sadie Frost och Jade Davidson.